# 石井登志子
石井 登志子（いしい としこ、1944年 - ）は、日本の児童文学の翻訳家。

## 略歴
同志社大学卒業。スウェーデンのルンド大学でスウェーデン語を学ぶ。
ベスコフやリンドグレーンの作品など北欧の児童文学作品を多数翻訳している。

## 翻訳
- 『やんちゃがらすとさくらんぼ』（ウルフ・ニルソン、エヴァ・エリクソン絵、佑学社） 1986.9
- 『ぼくはジャガーだ』（ウルフ・スタルクさく、アンナ・ヘグルンドえ、佑学社） 1990.3
- 『おばかさんに乾杯』（ウルフ・スタルク、福武書店） 1992.2、のち小峰書店 2003.9
- 『こぶたのおまわりさん』（シーブ・セーデリング、岩波書店） 1993.2
- 『オスカルとポプラ通りのひみつ』（マルガレータ・リンドベリイ作、オーケ・エリクソン絵、徳間書店） 1995.11
- 『歌う木にさそわれて』（リンドベリイ作、ペトラ・ヴァドストレム絵、徳間書店） 1997.8
- 「いたずらアントン」（エバ・ベクセル、カーリン・S・レーデル絵、偕成社）
  1. 『チビ台風アントンがやってきた 』 1997.9
  2. 『がんこおじいちゃんとこりないアントン』 1997.12
  3. 『アントンは菓子食い怪じゅう』 1998.4
- 『ちゃっかりクラケールのおたんじょうび』（レンナート・ヘルシング、プチグラパブリッシング） 2003.9
- 『にぎやかな音楽バス』（レンナート・ヘルシングぶん、スティグ・リンドベリえ、プチグラパブリッシング） 2004.6
- 『アストリッド・リンドグレーン』愛蔵版アルバム（ヤコブ・フォシェッル監修、ヨハン・エルセウス文、岩波書店） 2007.11
- 『遊んで遊んで リンドグレーンの子ども時代』（クリスティーナ・ビヨルク、岩波書店） 2007.7
- 『ながいながい旅 エストニアからのがれた少女』（ローセ・ラーゲルクランツ、岩波書店） 2008.5 - 大型絵本
- 『おねえちゃんは、どこ?』（スヴェン・ノルドクヴィスト、岩波書店） 2009.10
- 『だいすきだよ、オルヤンおじいちゃん』（カミラ・ボルイストレム、千葉史子絵、徳間書店） 2010.8

### エルサ・ベスコフ
- 『リーサの庭のはなまつり』（エルサ・ベスコフ、文化出版局） 1982、のち童話館出版 2001.8
- 『どんぐりのぼうけん』（エルサ・ベスコフ、文化出版局） 1983.8
- 『ロサリンドとこじか』（エルサ・ベスコフ、フレーベル館） 1984.8、のちフェリシモ 2001.12
- 『おりこうなアニカ』（エルサ・ベスコフ、福音館書店、スウェーデンの絵本） 1985.5
- 『おうじょさまのぼうけん』（エルサ・ベスコフ、フレーベル館） 1985.4、のちフェリシモ 2002.4
- 『川のほとりのおもしろ荘』（岩波書店、リンドグレーン作品集） 1988.3、のち少年文庫
- 『おひさまのたまご』（エルサ・ベスコフ、福武書店） 1991.1、のち徳間書店 2001.3
- 『ラッセのにわで』（エルサ・ベスコフ、福武書店） 1991.9、のち徳間書店 2001.7
- 『どんぐりぼうやのぼうけん』（エルサ・ベスコフ、童話館出版） 1997.10
- 『しりたがりやのちいさな魚のお話』（エルサ・ベスコフ、徳間書店） 2000.1
- 『ちいさなちいさなおばあちゃん』（エルサ・ベスコフ、偕成社） 2001.9
- 『いちねんのうた』（エルサ・ベスコフ、フェリシモ） 2002.2
- 『ウッレのスキーのたび』（エルサ・ベスコフ、フェリシモ） 2002.2
- 『ペーテルおじさん』（エルサ・ベスコフ、フェリシモ） 2002.4
- 『なきむしぼうや』（エルサ・ベスコフ、徳間書店） 2002.5
- 『はじめてのいちねん』（フェリシモ、エルサ・ベスコフのベビーブック） 2002.6
- 『花のうた』（シャンナ・オーテルダール文、エルサ・ベスコフ絵、文化出版局） 2002.9
- 『おひさまがおかのこどもたち』（エルサ・ベスコフ、徳間書店） 2003.6

### トーマス・ベリイマン
- 『ぼく、おにいちゃんになったんだ』（トーマス＝ベリイマン写真・文、偕成社） 1985.6
- 『一年生になったよ』（トーマス＝ベリイマン写真・文、偕成社） 1986.5
- 『わたし、耳がきこえないの』（トーマス＝ベリイマン 写真・文、偕成社） 1987.10
- 『がんとたたかう子どもたち 1日1日を精いっぱい生きる』（トーマス＝ベリイマン写真・文、偕成社） 1989.7
- 『車いすのマティアス 脳性まひの障害とたたかう少年』（トーマス＝ベリイマン写真・文、偕成社） 1990.8
- 『小児糖尿病とたたかうジョニー』（トーマス・ベリイマン写真・文、偕成社） 1991.10
- 『てんかんとたたかうヨアキム』（トーマス＝ベリイマン写真・文、偕成社） 1992.11
- 『アレルギーとたたかうイサベル』（トーマス・ベリイマン写真・文、偕成社） 1994.7
- 『筋ジストロフィーとたたかうステファン』（トーマス・ベリイマン写真・文、板垣泰子監修、偕成社） 1998.3

### アストリッド・リンドグレーン
- 『マディケンとリサベット』（アストリッド・リンドグレーン、イロン・ヴィークランドえ、篠崎書林） 1986.1
- 『おもしろ荘の子どもたち』（リンドグレーン、岩波書店、リンドグレーン作品集） 1987.11、のち少年文庫
- 『ロッタのひみつのおくりもの』（リンドグレーン文、イロン・ヴィークランド絵、岩波書店） 1991.4 - 大型絵本
- 『おもしろ荘のリサベット』（リンドグレーン、岩波書店） 1992.3
- 『ゆうれいフェルピンの話 スモーランドでいちばんこわいゆうれい』（リンドグレーン文、イロン・ヴィークランド絵、岩波書店） 1993.7 - 大型絵本
- 『夕あかりの国』（リンドグレーン文、マリット・テルンクヴィスト絵、徳間書店） 1999.3
- 『よろこびの木』（リンドグレーン文、スヴェン・オットー・S.絵、徳間書店） 2001.1
- 『ブリット-マリはただいま幸せ』（リンドグレーン、徳間書店） 2003.7
- 『雪の森のリサベット』（リンドグレーン、イロン・ヴィークランド絵、徳間書店） 2003.1
- 『こんにちは、長くつ下のピッピ』（リンドグレーン、イングリッド・ヴァン・ニイマン絵、徳間書店） 2004.2
- 『クリスマスをまつリサベット』（リンドグレーン、イロン・ヴィークランド絵、岩波書店） 1994.10
- 『赤い鳥の国へ』（リンドグレーン、徳間書店） 2005.11
- 『長くつ下のピッピ』（リンドグレーン、プチグラパブリッシング） 2005.10 - 写真絵本
- 『ピッピ、南の島で大かつやく』（リンドグレーン、徳間書店） 2006.6
- 『サクランボたちの幸せの丘』（リンドグレーン、徳間書店） 2007.8
- 『やねの上のカールソンだいかつやく』（岩波書店、リンドグレーン作品集） 2007.7
- 『カイサとおばあちゃん』（岩波書店、リンドグレーン作品集） 2008.9
- 『ピッピ、公園でわるものたいじ』（リンドグレーン、徳間書店） 2009.5
- 『ぼくもおにいちゃんになりたいな』（リンドグレーン、徳間書店） 2011.4
- 『エーミルはいたずらっ子』（リンドグレーン、岩波少年文庫） 2012
- 『リンドグレーンの戦争日記 1939 - 1945』（リンドグレーン、岩波書店） 2017

## 参考
- http://www.ehon-narabe.com/person.php?person=263